# Instituut voor Energietechniek
Instituut voor Energietechniek (Noors: Institutt for energiteknikk (IFE)) is een Noors onderzoeksinstituut, opgericht in 1948 als het Instituut voor Atoomenergie (IFA).
De huidige naam kreeg het in 1980. Het hoofdkantoor is gevestigd in Kjeller buiten Oslo, maar het heeft ook een afdeling in Halden.
IFE bezit twee onderzoeksreactoren, de Joint Establishment Experimental Pile (JEEP) II reactor in Kjeller, die werd gebruikt voor fundamenteel onderzoek in de fysica, terwijl de Halden reactor werd gebruikt voor onderzoek naar materialen en nucleaire veiligheid. Beide reactoren zijn momenteel permanent gesloten en zullen ontmanteld worden.

## Spionage
Van begin 1953 tot eind 1959 of begin 1960 werkte onder meer de Nederlandse nucleair chemicus Teunis "Tom" Barendregt (1920-1991) bij het Instituut voor Atoomenergie (IFA) in Kjeller. Onder de codenaam Tom was hij een dubbelagent van de Nederlandse Binnenlandse Veiligheidsdienst (BVD) en in die hoedanigheid verschafte hij sinds 1953 nepinformatie aan de Russische militaire inlichtingendienst GRU, een operatie waarvoor de BVD nauw samenwerkte met de CIA, MI6 en de Noorse inlichtingendienst (NIS). De operatie werd in 1959 beëindigd, mede omdat de Noors-Nederlandse samenwerking in Kjeller inmiddels verzand was en Tom in 1960 elders aan het werk ging.